# Лях

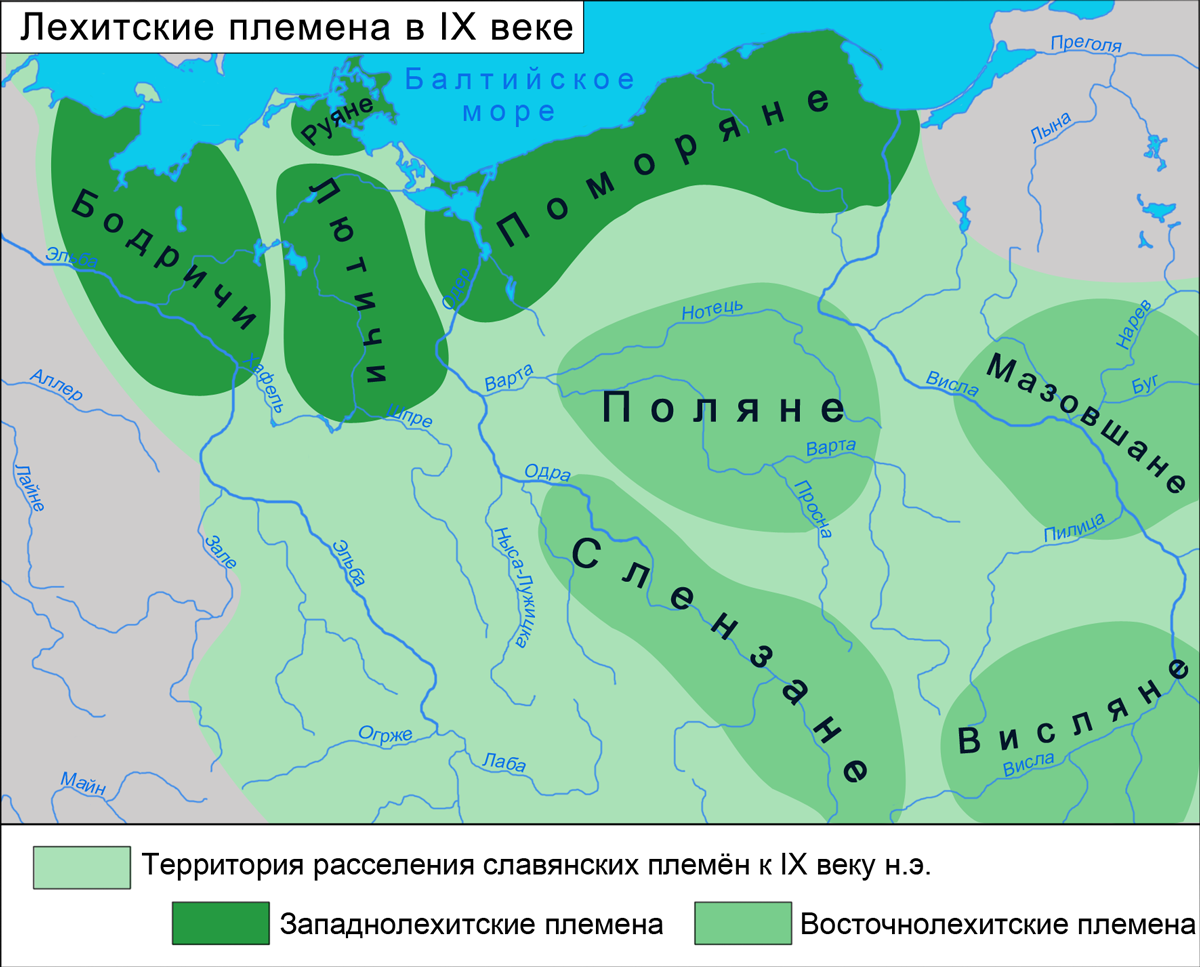
Территории проживания западнославянских племен в IX веке

Лях (мн. ч. ля́хи; от пол. Lędzianie) — слово в летописи Нестора, первоначально употреблявшееся для обозначения западнославянских племён — полян (поляков), лютичей, мазовшан и поморян.

Славяне же те пришли и сели на Висле, прозвавшись Ляхами, а от тех Ляхов прозвались Поляне Ляшськие, другие Лютичи, иные Мазовшане а иные Поморяне
Оригинальный текст (древнерусск.)
Словѣне же ѡви пришедше и сѣдоша на пислѣ и прозвашасѧ лѧховѣ а ѿ тѣхъ лѧховъ прозвашасѧ полѧне лѧховѣ друзии лютицѣ инии мазовшане а нии поморѧне

— Ипатиевская летопись
После захвата и утверждения в землях ряда западнославянских племён полянской (польской) династии Пястов этноним ляхи стал относиться ко всем этим племенам, а впоследствии к новообразованному народу поляков.
Сами поляки в историческое время не носили этого имени. В одной из древнечешских хроник легендарный родоначальник поляков называется Лех. По мнению Шафарика, в основании слова лях лежит нарицательное существительное леха, с древнейших времён встречающееся почти во всех славянских наречиях со значением — борозда, гряда, поле и т. п. Объяснение Шафарика пытался восполнить П. А. Лавровский, утверждавший, что в слове лях (= лех) русское «я» есть замена носового ѧ (= ен) и сближавший лѧх с лѧдина, русское ляда, лядина, означающими росчисть, починок. Ввиду того что расчистное хозяйство, при котором посевы делаются на лядах, то есть на местах, на которых вырублен и выжжен лес, существовало некогда и у северо-западных славян, П. А. Лавровский приходит к тому окончательному выводу, что в глубокой древности слова лѧх = лях = лех означали человека, делающего росчисти, следовательно, землевозделывателя, землевладельца.
Согласно принятой ныне точке зрения, этимология слов «ляхи» и «Лях (Лех)» возводится к слову «ленд (lend)» (пустошь, необработанное поле). В других языках это название видоизменялось по фонетическим законам: «Lendizi» — в списке племён географа Баварского, «Lendzeninoi» — у Константина Багрянородного, «ляхи» — в древнерусских летописях. Оно обозначало как привисленских «лендзян», главенствовавших до середины Х века среди польских племён, так и другие, видимо, родственные им племена. В конце Х века возникло княжество полян, от которого возникло название «поляки».